# VSS Unity VF-01
VSS Unity VF-01 は、2019年2月22日に行われたスペースシップツークラスのVSS Unityの軌道下宇宙飛行。デビッド・マッカイが操縦し、マイク・マスッチが共同操縦した。リチャード・ブランソン率いる民間企業であるヴァージン・ギャラクティックが運営し、将来的に宇宙旅行を行う予定。VSS Unity VP-03に続いて、VF-01は乗客を運ぶ航空機の能力のデモンストレーション。ヴァージン・ギャラクティックのチーフ宇宙飛行士トレーナーであるベス・モーゼスがテスト乗客として行動し、潜在的な顧客の体験を評価した。55.92 mi (89.99 km)遠地点に到達 、宇宙飛行の米国の定義を満たした（ 50 mi (80.47 km) ）。しかし、国際的に認められた規格カーマン・ライン（ 100 km (62.14 mi) ）には達しなかった。

## クルー
| 地位           | 宇宙飛行士                         | 宇宙飛行士                         |
| -------------- | ---------------------------------- | ---------------------------------- |
| パイロット     | デビッド・マッカイ 1回目の宇宙飛行 | デビッド・マッカイ 1回目の宇宙飛行 |
| コ・パイロット | マイク・マスッチ 1回目の宇宙飛行   | マイク・マスッチ 1回目の宇宙飛行   |
| パッセンシャー | ベス・モーゼス 1回目の宇宙飛行     | ベス・モーゼス 1回目の宇宙飛行     |

フライトは現在、米国条約のみによるもの。

## フライト
2019年2月22日、ユニティの母船VMS Eveはパラサイト・ファイターで飛行した。午前9時少し前に、Unityがドロップローンチされた。パイロットのマッカイとマスッチは、最大マッハ3.04で最大高度55.9マイル (295,000 ft)を超えるまでUnityを飛行した。この高度は、宇宙空間の制限を示すために米国で使用されている50マイル (260,000 ft)の制限を超えたが、カーマン・ラインには達しなかった。その後、両方の船は無事に着陸した。飛行中、モーゼスは座席から離れ、無重力状態を経験した。米国の条約によると、モーゼスは商用宇宙船に乗った最初の女性でもあった。